# 広島県立技術短期大学校
広島県立技術短期大学校（ひろしまけんりつぎじゅつたんきだいがっこう、英：Hiroshima Prefectural Technical College）は、広島県にある県立の職業能力開発短期大学校。「広島県立技術短期大学校設置及び管理条例」に基づき、2009年（平成21年）4月に開校した。

## 所在地
- 広島県広島市西区田方2丁目25-1

## 設置訓練科
- 機械システム技術科 15人
- 制御システム技術科 15人

## 文化祭
- 技能祭